# Oscar för bästa regiassistent
Nedan följer en lista över vinnare och nominerade av en Oscar för Bästa regiassistent, (Academy Award for Best Assistant Director). Det är ett utgånget pris som bara delades ut mellan åren 1933 och 1937. Det första året som priset delades ut var det inte för någon specifik film som regissören hade jobbat med. Vinnare presenteras överst i fetstil och gul färg, och de övriga nominerade för samma år följer under.

## 1930-talet
| År                           | Film                        | Film / Producent    |
| 1933 (6:e)                   |                             |                     |
| ---------------------------- | --------------------------- | ------------------- |
| 1933 (6:e)                   | Charles Barton              | Paramount           |
| 1933 (6:e)                   | Charles Dorian              | Metro-Goldwyn-Mayer |
| 1933 (6:e)                   | Scott Beal                  | Universal           |
| 1933 (6:e)                   | Fred Fox                    | United Artists      |
| 1933 (6:e)                   | Gordon Hollingshead         | Warner Bros.        |
| 1933 (6:e)                   | Dewey Starkey               | RKO Radio           |
| 1933 (6:e)                   | William Tummel              | 20th Century Fox    |
| 1933 (6:e)                   | Al Alleborn                 | Warner Bros.        |
| 1933 (6:e)                   | Sid Brod                    | Paramount           |
| 1933 (6:e)                   | Orville O. Dull             | Metro-Goldwyn-Mayer |
| 1933 (6:e)                   | Percy Ikerd                 | 20th Century Fox    |
| 1933 (6:e)                   | Arthur Jacobson             | Paramount           |
| 1933 (6:e)                   | Edward Killy                | RKO Radio           |
| 1933 (6:e)                   | Joseph A. McDonough         | Universal           |
| 1933 (6:e)                   | William J. Reiter           | Universal           |
| 1933 (6:e)                   | Frank Shaw                  | Warner Bros.        |
| 1933 (6:e)                   | Ben Silvey                  | United Artists      |
| 1933 (6:e)                   | John S. Waters              | Metro-Goldwyn-Mayer |
| 1934 (7:e)                   |                             |                     |
| John S. Waters               | Viva Villa!                 |                     |
| Scott Beal                   | Uppror mot livet            |                     |
| Cullen Tate                  | Cleopatra                   |                     |
| 1935 (8:e)                   |                             |                     |
| Clem Beauchamp och Paul Wing | En bengalisk lansiär        |                     |
| Joseph M. Newman             | David Copperfield           |                     |
| Eric G. Stacey               | Polisprefekten              |                     |
| Sherry Shourds               | En midsommarnattsdröm       |                     |
| 1936 (9:e)                   |                             |                     |
| Jack Sullivan                | De tappra 600               |                     |
| Clem Beauchamp               | Den siste mohikanen         |                     |
| William Cannon               | Äventyraren Anthony Adverse |                     |
| Joseph M. Newman             | San Francisco               |                     |
| Eric G. Stacey               | Allahs trädgårdar           |                     |
| 1937 (10:e)                  |                             |                     |
| Robert D. Webb               | In Old Chicago              |                     |
| Charles C. Coleman           | Bortom horisonten           |                     |
| Russell Saunders             | Emile Zolas liv             |                     |
| Eric G. Stacey               | Skandal i Hollywood         |                     |
| Hal Walker                   | Farornas skepp              |                     |